# Saima Wazed Hossain
Saima Wazed Hossain (Dacca, 9 dicembre 1972) è un'attivista bangladese per i diritti degli autistici.

## Biografia
È la figlia del ex primo ministro del Bangladesh Sheikh Hasina. È membro dell’Organizzazione Mondiale della Sanità, nonché uno dei 25 membri esperti della commissione consultiva per la salute mentale. Alla sua famiglia è nota semplicemente come “Putul”. È la figlia di Sheikh Hasina, attuale Primo Ministro del Bangladesh e di M. A. Wazed Miah, scienziato nucleare. Si è laureata alla Barry University come psicologa scolastica.

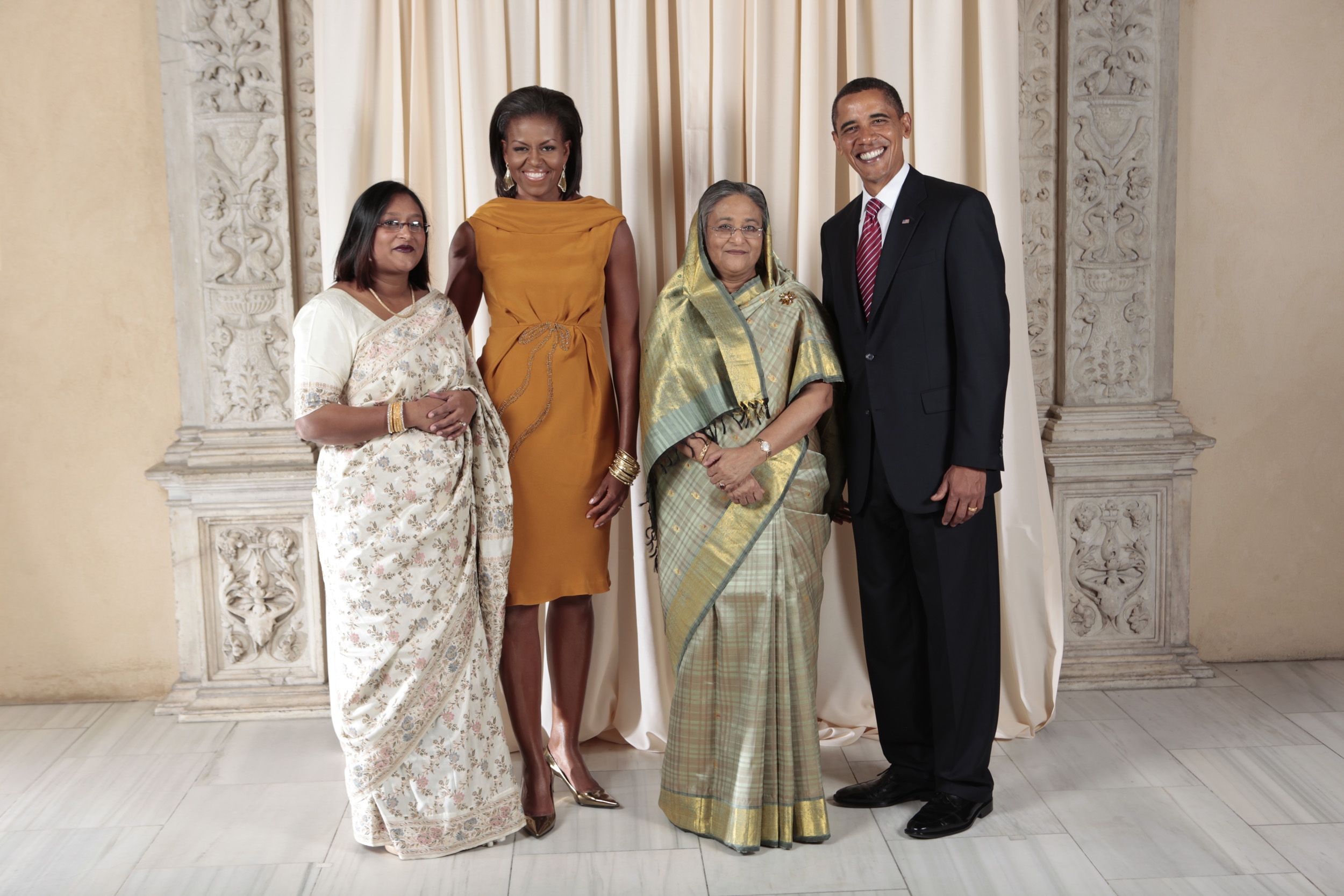
Saima Wazed, la First Lady Michelle Obama, la Prima Ministra Sheikh Hasina e il Presidente Barack Obama a New York, Settembre 2009

È stata l’organizzatrice della prima conferenza sull’Autismo dell’Asia Meridionale a Dacca, in Bangladesh. È la presidentessa del comitato consultivo nazionale dell’Autismo e dei disturbi dello sviluppo neurologico. Ha fatto propaganda per la Risoluzione degli “sforzi coordinati e globali per la gestione dello spettro autistico” all’Assemblea Mondiale della Sanità, la quale ha adottato la sua relazione L’autismo parla, lodandola per aver guidato “una spinta globale a supporto di questa Risoluzione". Saima Wazed è uno dei 25 membri esperti della commissione consultiva dell’Organizzazione Mondiale della Sanità.
Nel novembre del 2016, Wazed è stata eletta presidentessa del Consiglio Giuridico Internazionale dell’incontro dell’UNESCO per il potenziamento digitale delle persone con disabilità. Nell’aprile 2017, Wazed è stata nominata “Difensore dell’Autismo" dall’OMS nell’Asia meridionale. Nel luglio del 2017, è diventata ambasciatrice dell'Organizzazione Mondiale della Sanità (OMS) per l'autismo nelle regioni dell'Asia meridionale.

### Premi
Nel 2016 le è stato conferito il premio d’Eccellenza per la Salute Pubblica dall'Organizzazione Mondiale della Sanità della regione sud-asiatica. Nel 2017 le è stato assegnato l’"International Champion Award" per il suo eccezionale contributo nel campo dell’autismo. Ha inoltre ricevuto il premio di distinzione degli ex alunni dalla Barry University per il suo attivismo.

### Vita privata
Saima è sposata con Khandakar Masrur Hossain Mitu, figlio di Khandaker Mosharraf Hossain. La coppia ha 4 figli.